# هیئت اتحاد اسلام
هیئت اتحاد اسلام، نام گروهی است که با آغاز جنگ نخست جهانی و تجاوز روسیه، بریتانیا و عثمانی به خاک ایران، توسط ناسیونالیست‌های دین مدار تأسیس گردید.
نقطه عطف فعالیت هیئت اتحاد اسلام در سازماندهی و راهبری جنبش جنگل به فرماندهی میرزا کوچک خان بود.

## تاریخچه سازمان اتحاد اسلام
اتحاد اسلام نام سازمانی است که جایگاه آن در استامبول بود. این سازمان از آغاز دههٔ ۱۸۹۰ توسط برخی نویسندگان و مذهبیون هم چون سید جمال‌الدین اسدآبادی پدید آمد.
ایجاد اتحاد اسلامی از اهداف اصلی سازمان بود. این امکان وجود دارد که سازمان اتحاد اسلام عثمانی با برگرفتگی از ویژگی‌های فرقهٔ «فراماسون» شروع به کار کرد.
عبدالرحمن کواکبی، عبده، رشید رضا و دیگران این اندیشه را با هدف اتحاد مسلمانان و ایجاد چتر سیاسی واحد برای جهان اسلام ادامه دادند.

## اتحاد اسلام در ایران
اسماعیل رائین می‌نویسد: «دو نفر از نمایندگان سلطان محمد پادشاه عثمانی، برای اتحاد مسلمین خاور میانه و الحاق ایران به تشکیلات اتحاد اسلام (که از اکثر ممالک سنی تشکیل شده و سلطان عثمانی سردمدار آن بود) فعالیت می‌کردند این دو نفر از جانب سلطان سنی عثمانی مأموریت داشتند تا به هر وسیله شده، دربار قاجاریه و نیز مردم ایران را که پیرو مذهب شیعه جعفری اثنی عشری بودند، وادار کنند تا وارد جرگهٔ «اتحاد اسلام» شوند… که دربار و علما نپذیرفتند… عده‌ای از علما و رجال سیاسی ایران مانند سید محمدرضا مساوات، سیدمحمد کمره‌ای، سلیمان محسن اسکندری، میرزا طاهر تنکابنی، سید حسن مدرس و… عضویت این سازمان را پذیرفته و در پیشرفت هدف سازمان، شرکت فعالانه داشتند؛ اما نه به‌طور دسته‌جمعی بلکه تک‌تک و به شکل انفرادی…».

## نقشه ۱۳۳۶ ه‍.ق شهر رشت
هیئت اتحاد اسلام با سازماندهی جنبش جنگل به فرماندهی میرزا کوچک خان و اقدامات انقلابی جنگلی‌ها، در سالهای پایانی دوره قاجار شهر رشت را در اختیار می‌گیرند و این شهر مرکز حاکمیت آنان می‌شود و نقشه سال ۱۳۳۶ ه‍.ق ذیل همین ساختارمندی نهضت جنگل و در زمان حضور آنان در رشت ترسیم می‌شود.
این نقشه در سال ۱۳۳۶ه‍.ق مقارن با ۱۲۹۶ه‍.ش از شهر رشت ترسیم شده‌است. چهار جهت نقشه به وسیلهٔ نقوش اسلیمی حاشیه‌نگاری شده و در ضلع شمالی حاشیه و در درون تزیینات اسلیمی نوشته شده‌است: نقشه شهر رشت. بیرون از حاشیهٔ ذکر شده و در قسمت فوقانی نقشه چنین نوشته شده‌است: زنده باد هیئت مقدس اتحاد اسلام. در گوشهٔ شمال غربی نقشه به ترتیب از راست به چپ نقشه‌ای در ابعاد کوچک از جهان، نقشه‌ایی از ایران و در نهایت نقشه‌ای از استان گیلان به تصویر کشیده شده‌است. در گوشه شمال شرقی علامت چهار جهت اصلی و جهات فرعی قرار دارد. در مرکز قسمت فوقانی راهنمای نقشه قرار گرفته در نهایت در زیر حاشیهٔ نقشه عبارت «۲۸ جمادی‌الاول ۱۳۳۶، چاپ اول، ترسیم علی‌اصغر (وحید) کرمانشاهی، مدیر دبستان فردوسی، حق طبع محفوظ» نگاشته شده‌است.
هفت محله تاریخی شهر رشت؛ یعنی محلات: زاهدان، خمیران زاهدان، بازار، صیقلان، استادسرا، کیاب و خمیران کیاب به همراه مرزهای آن‌ها با رنگ‌های مختلف در نقشه مشخص شده و دو رودخانهٔ زرجوب و گوهررود در شرق و غرب نقشه نمایان است.
مصطفی بلورچی در مراسم رونمایی نقشه ۱۳۳۶ ه‍.ق در رشت با بیان اینکه معتقدم می‌شود آثار و شواهدی غیرقابل کتمان از یک ماجراجویی هیجان‌انگیز در ژوئیه ۱۹۱۸ میلادی را در این نقشه تاریخی مشاهده کرد، گفت: نقشه‌ای که در زمان عقب‌نشینی نیروهای متجاوز انگلیسی به سمت منجیل از دست مبارزان جنگلی در اختیار کاپیتان «مک کلورتی» فرمانده نیروهای بریتانیایی در بین‌النهرین قرار داشته و احتمالاً فرمانده نیروهای بریتانیا مسیر قرمز رنگی که در نقشه خودنمایی می‌کند را در راستای عملیات نافرجام نجات کنسولگری انگلیس در خیابان بیستون رشت در ژوئیه ۱۹۱۸ مشخص کرده‌است. این مسیر که با خط قرمز بر روی نقشه مشخص شده ورودی رشت در شرقِ شهر (یعنی پل عراق) را به ساغریسازان، محدودهٔ بازار، میدان دارالحکومه و در نهایت سبزه میدان و بخش ابتدایی خیابان بیستون متصل می‌کند.
تصویر فوق از درگاه اینترنتی مختص فروش نقشه‌های قدیمی دریافت شده و فروشنده اذعان می‌دارد که این نقشه در سال ۲۰۱۷ از واسطهٔ بریتانیایی به نام «رابرت فرو» خریداری شده و به موزهٔ دانشگاه استنفورد فروخته شده‌است و اکنون در کتابخانهٔ رامزی این دانشگاه نگهداری می‌شود. در رسید فروش نقشه آماده است که نقشه به سال ۱۹۱۸ در دستان عضوی از ارتش بریتانیا در زمان عقب‌نشینی به سمت جنوب و منجیل بوده‌است.